# Пономарёва, Анна Матвеевна
Анна Матвеевна Пономарёва (уродж. Кольчугина) (23 февраля 1920 — 2009) — заслуженный мастер спорта СССР (фехтование).

## Карьера
Анна Кольчугина специализировалась в фехтовании на рапирах. Пять раз (1945, 1947, 1948, 1950, 1952) становилась чемпионкой СССР.
Участница Олимпиады 1952 года в Хельсинки.

## Преподавательская карьера
По окончании карьеры преподавала в ГЦОЛИФКе. Доцент.

## Семья
Муж - Александр Николаевич Пономарёв, также является мастером спорта СССР. 